# Kuytun
Kuytun (chiń. 奎屯; pinyin: Kuítún; ujg. كۈيتۇن, Küytun; nazwa pochodzi z mongolskiego Chüjten – „zimny”) – miasto na prawach powiatu w północno-zachodnich Chinach, w regionie autonomicznym Sinciang, w prefekturze autonomicznej Ili. W 2000 roku liczba mieszkańców miasta wynosiła 285 299.